# برمهام، بدفوردشر
برمهام (به انگلیسی: Bromham) یک روستا و محله مدنی در بریتانیا است که در Bedford واقع شده‌است. برمهام ۴٬۹۵۷ نفر جمعیت دارد.